# Осаризаваїт
Осаризаваїт (рос. осаризаваит; англ. osarizawaite; нім. Osarizawait m) — мінерал, алюмініїстий аналог бівериту острівної будови.

## Загальний опис
Хімічна формула:
- 1. За Є. Лазаренком: PbCu (Al, Fe)2(OH)6[SO4]2.
- 2. За К.Фреєм: PbCuAl2(SO4)2(OH)6.

Склад у % (Японія): PbO — 32,72; CuO — 11,27; Al2O3 — 12,35; Fe2O3 — 4,43; SO3 — 22,92; H2O — 12,55. Домішки: ZnO (0,22); SiO2 (2,18); CO2 (0,45).
Сингонія тригональна. Землисті порошкуваті агрегати. Густина 3,89 — 4,04. Колір зелено-жовтий.
Знайдений у зоні окиснення свинцево-цинкового родовища разом з англезитом і лімонітом.
За назвою родов. Осаридзава, Японія (Y.Taguchi, 1961).
Синоніми: едгарит.